# Protein turnover
Protein turnover menar processen där organismens nedbrutna proteiner ersätts med nysyntetiserade proteiner. Syftet med denna process är avlägsnandet av defekta eller icke-nödvändiga proteiner.
Den totala proteinkoncentrationen hålls normalt stabil då proteinsyntesens hastighet är tillräckligt hög för att ersätta det protein som bryts ner. Protein turnovers hastighet varierar dock mellan olika proteiner på grund av olika halveringstider. Till exempel har strukturella proteiner som kollagen en längre halveringstid än regulatoriska proteiner som insulin.
Proteiner bryts ner oselektivt genom autofagi eller selektivt av ubiquitin-proteasomsystemet. De flesta proteiners kroppsliga koncentrationer bestäms främst av dess reglerade syntes medan andra proteiners koncentrationer bestäms främst av deras selektiva nedbrytning.